# Фаменин
Фаменин (перс. فامنين) (или Fāmenīn, Fāmanīn, и Famīnīn) је град у Ирану у покрајини Хамадан. Према попису из 2006. у граду је живело 14.019 становника.

## Становништво
Према попису, у граду је 2006. живело 14.019 становника у 3.634 породица.